# Nhà thờ Thánh George ở Praha
Nhà thờ Thánh George ở Praha (tiếng Séc: Bazilika svatého Jiří) là một trong những nhà thờ lâu đời nhất ở Cộng hòa Séc. Nhà thờ được thành lập bởi Hoàng tử Séc Vratislav I trước khi ông qua đời vào năm 921.

## Lịch sử
Nhà thờ Thánh George được thánh hiến vào năm 925. Sau đó, thánh đường này được mở rộng đáng kể vào năm 973 với việc xây dựng thêm tu viện Thánh George dòng Benedict. Nhà thờ cùng với tu viện đã bị tàn phá và thiêu rụi trong nhiều sự kiện lịch sử, chẳng hạn như cuộc vây hãm ở Praha vào năm 1142, các cuộc chiến tranh Hussite và trận hỏa hoạn năm 1541.
Thánh đường do đó được tái thiết lại nhiều lần. Mặt tiền mang phong cách kiến trúc Baroque có từ cuối thế kỷ 17. Ngoài ra, nhà nguyện Thánh John of Nepomuk (Jan Nepomucký) cũng được xây dựng thêm ở góc Tây Nam của nhà thờ vào giai đoạn 1717–1722.
Trong giai đoạn 1962–1972, tu viện được tái thiết lại nhằm lưu giữ các bộ sưu tập nghệ thuật Séc (có từ thế kỷ 19) của Phòng trưng bày quốc gia Praha. Hiện nay, các buổi hòa nhạc organ cũng thường được tổ chức ở đây.

## Hình ảnh

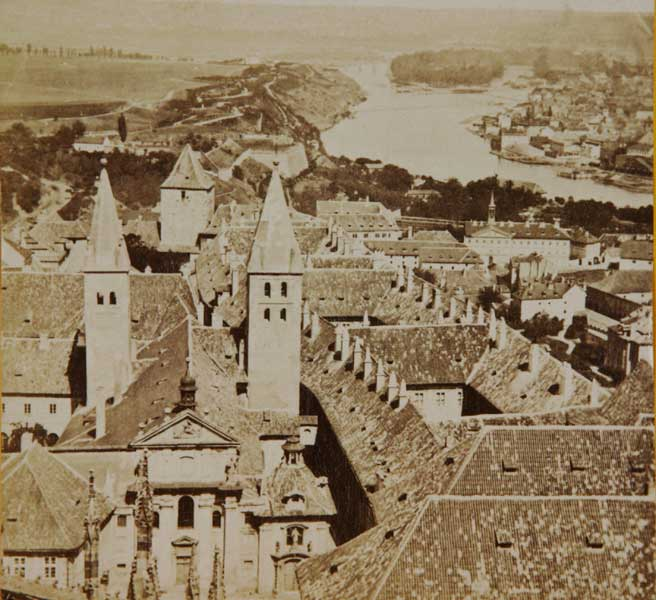
Năm 1867
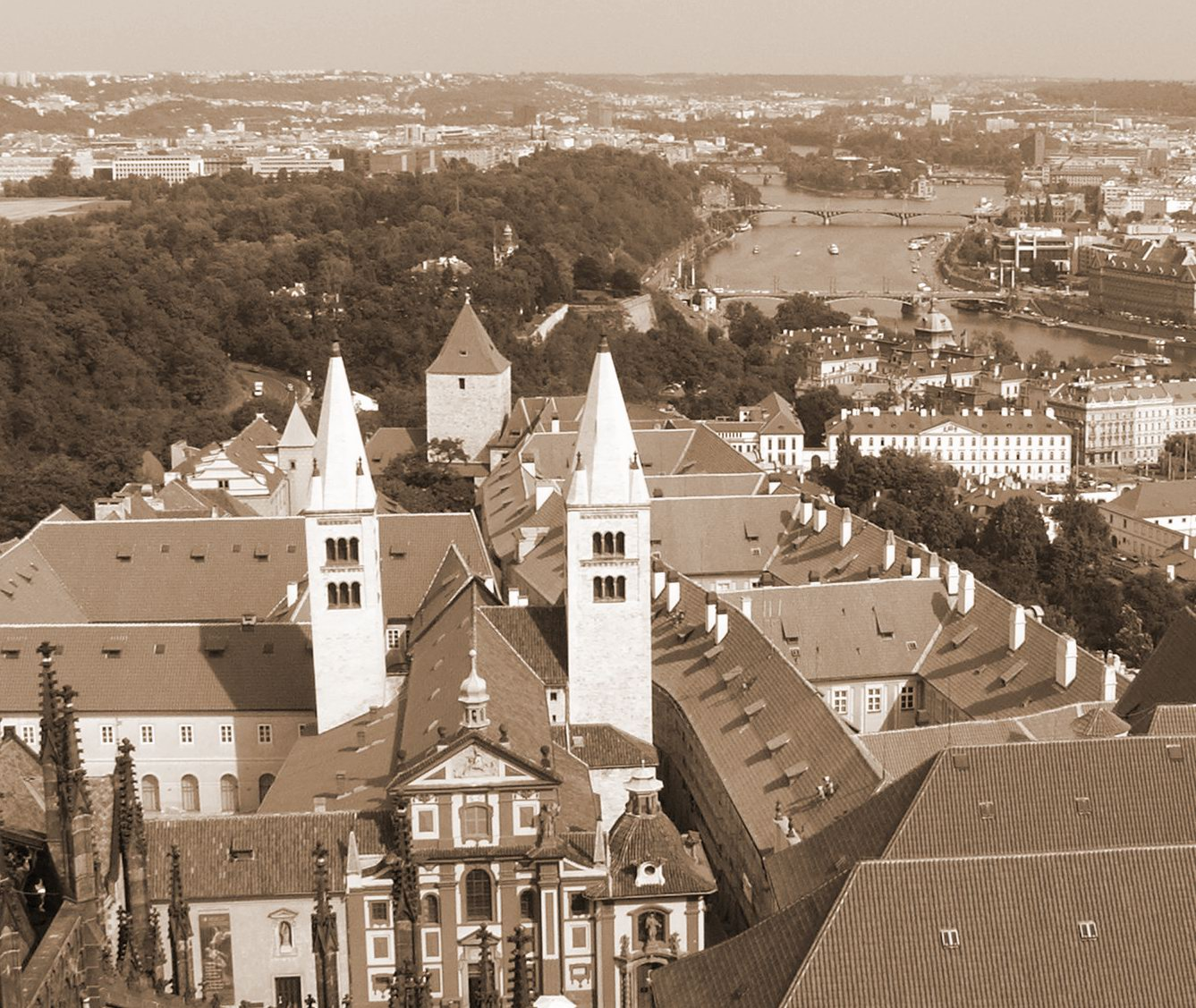
Năm 2005
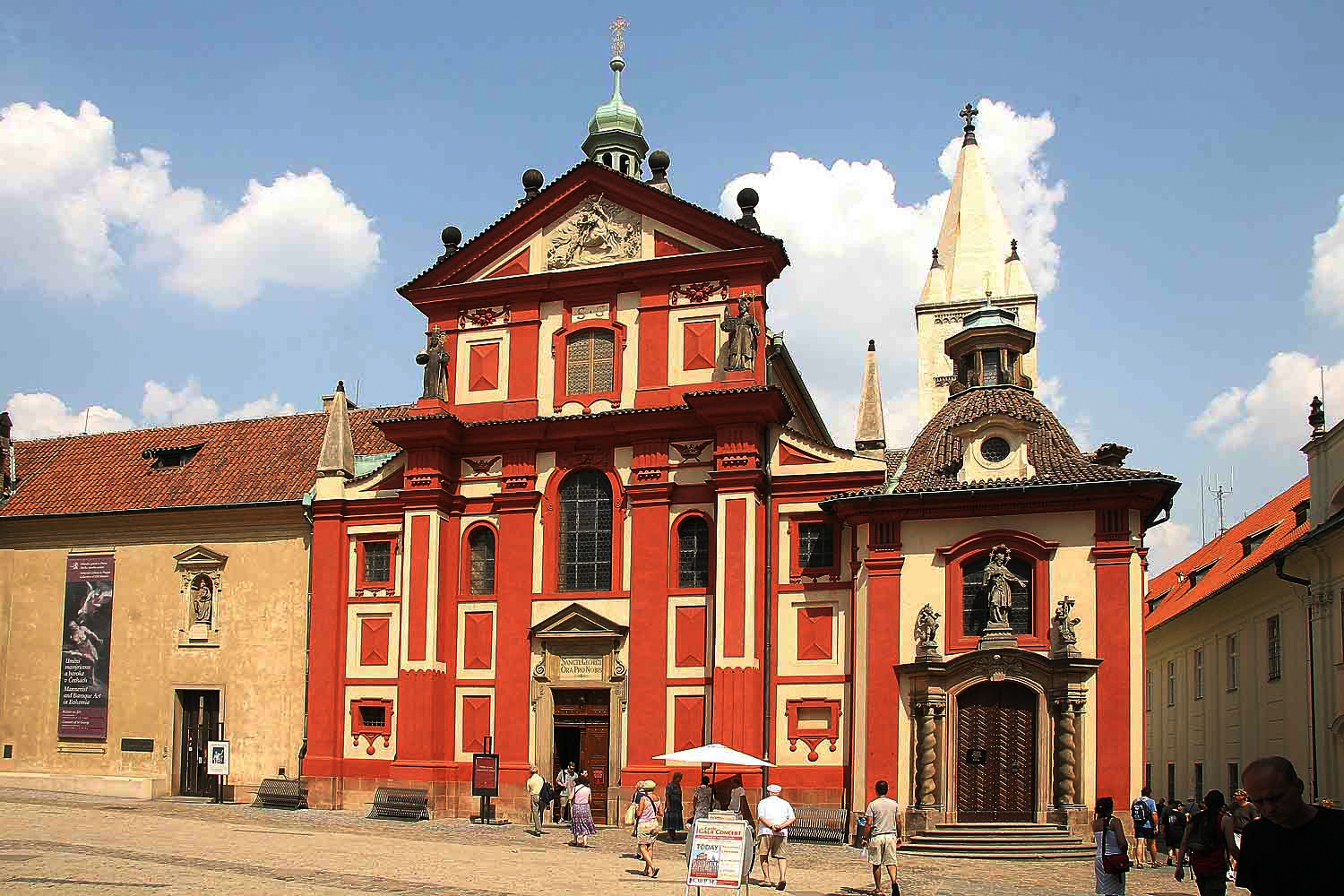
Mặt tiền phong cách Baroque và nhà nguyện Thánh John of Nepomuk (bên phải)
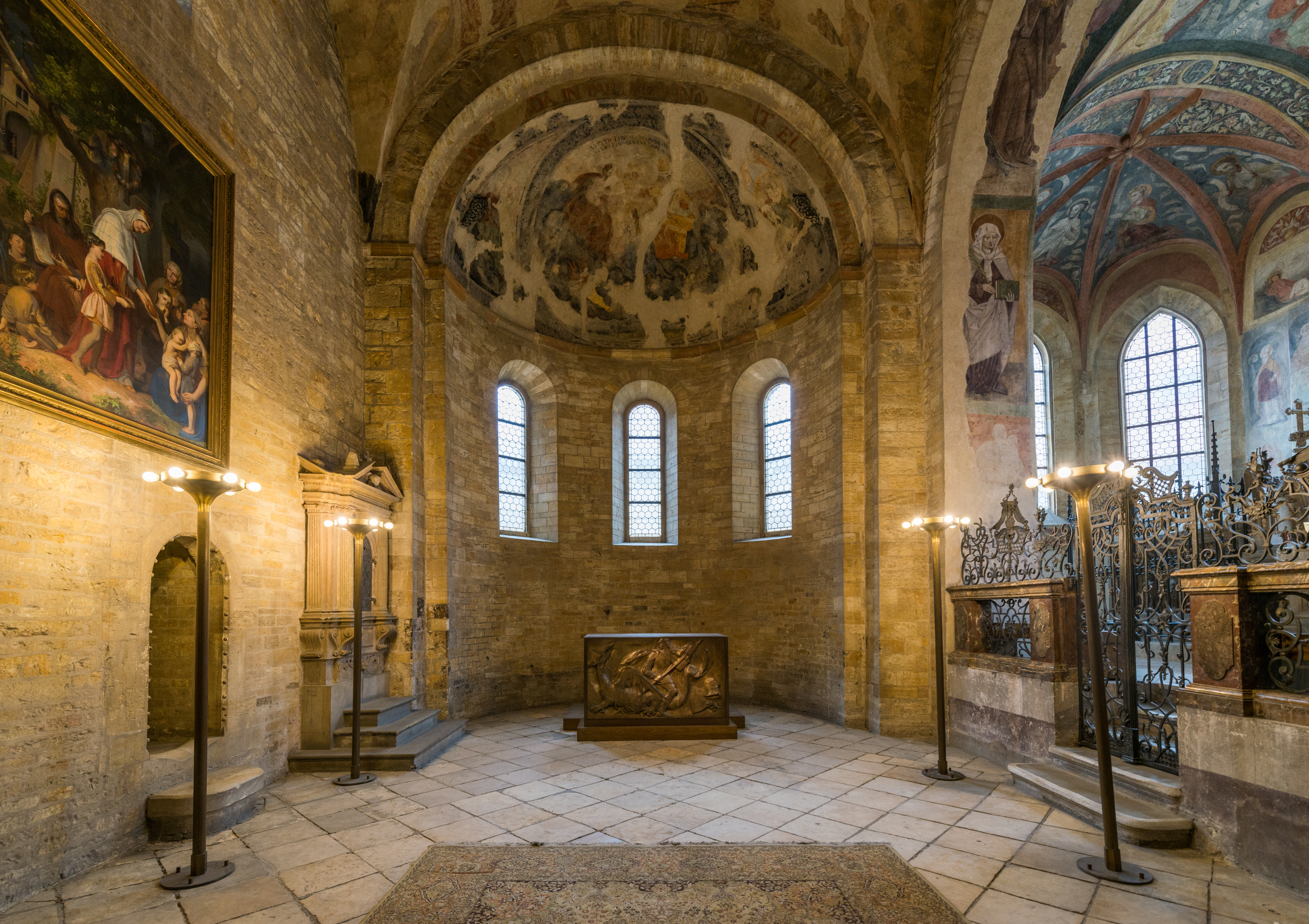
Nội thất
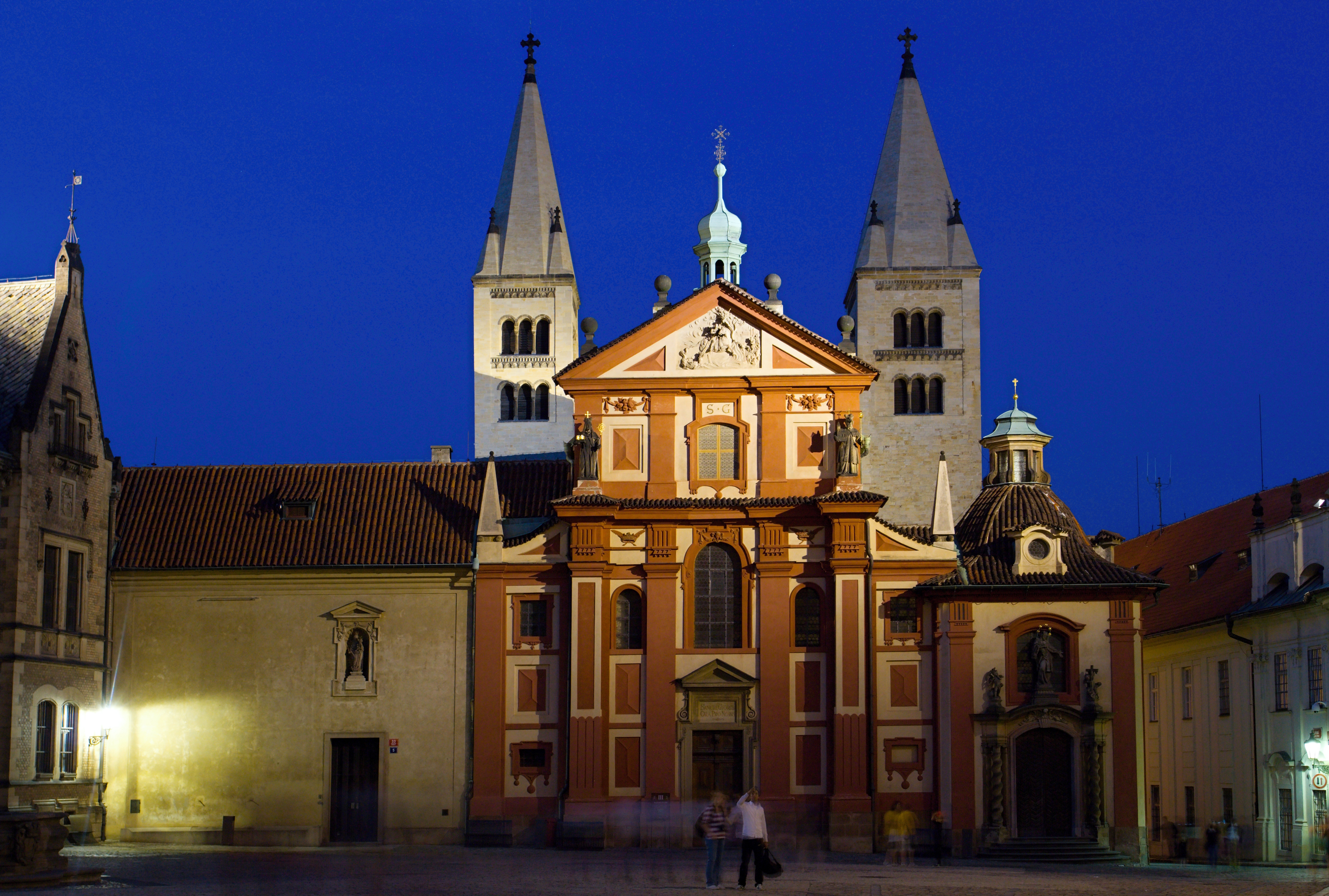
Ban đêm